# リナルドとアルミーダ (ドメニキーノ)
『リナルドとアルミーダ』（仏: Renaud et Armide、英: Rinaldo and Armida）、また『アルミーダに鏡を差し出すリナルド』（アルミーダにかがみをさしだすリナルド、仏: Renaud présentant un miroir à Armide）は、17世紀イタリア・バロック期のボローニャ派の画家のドメニキーノが1620-1621年ごろ、キャンバス上に油彩で制作した絵画である。主題は、16世紀イタリアの詩人トルクァート・タッソ (1544-1595年) の1581年の叙事詩『解放されたエルサレム』 (16:17-23) から採られている。歴史家ジョヴァンニ・ピエトロ・ベッローリの記述により、マントヴァ公フェルディナンド・ゴンザーガのために描かれたことがわかっている。1685年にフランス王ルイ14世に購入され、フランス王室のコレクションに入った。作品は現在、パリのルーヴル美術館に所蔵されている。

## 作品
『解放されたエルサレム』は、イエス・キリストの墓を異教徒から取り返すべく出発した十字軍の騎士たちの冒険を英雄的な調子で詠った長編叙事詩である。戦士リナルドは魔法の庭園で魔術使いアルミーダの美しさに魅せられ、十字軍一行と遠く離れてしまう。この主題は、当時の画家たちによって非常に好まれ、ドメニキーノが師のアンニーバレ・カラッチによって描かれた『リナルドとアルミーダ』 (カポディモンテ美術館、ナポリ) に触発されたことは大いに考えられる。

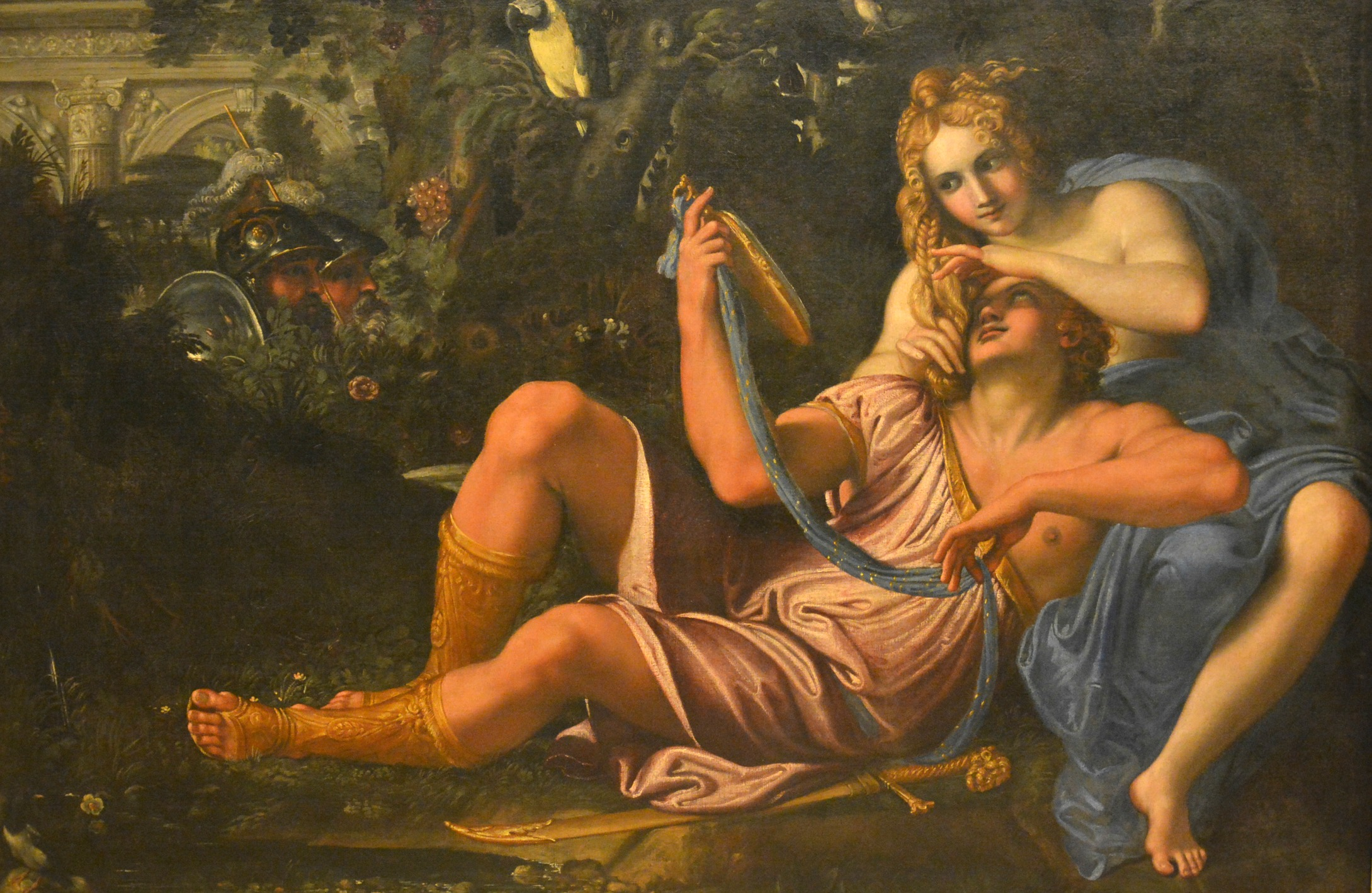
アンニーバレ・カラッチ『リナルドとアルミーダ』 (1601-1602年ごろ)、カポディモンテ美術館、ナポリ)

画面のリナルドとアルミーダの頭上には、リナルドに向けて愛の矢を射るキューピッドがいる。また、画面左端のくちばしで互いをつつき合うハトのつがいや、中央左寄りで抱き合う2人のキューピッドは、リナルドとアルミーダの燃え盛る愛の有様を演じてみせている。上部左側の背景には、ゴドフロワ・ド・ブイヨン (後にエルサレム王となった第1回十字軍の指揮者の1人) から遣わされたウバルデとデンマークの騎士が、恋の虜となったリナルドを取り戻すために駆けつけている。ドメニキーノは、この絵画で享楽的な人物像とヴェネツィア派から影響を受けた抒情的な風景を調和させている。
フランスではルイ14世が本作を買い上げた1年後に劇作家のキノーと音楽家のリュリによって作られたオペラに「リナルドとアルミーダ」の主題が採用され、大成功を収めたが、ドメニキーノの作品がこのオペラに影響を与えた可能性もある。